# Tomohito Shūgyō
Tomohito Shūgyō (japanisch 修行 智仁 Shūgyō Tomohito; * 29. Juni 1984 in Osaka) ist ein ehemaliger japanischer Fußballspieler.

## Karriere
Shūgyō erlernte das Fußballspielen in der Schulmannschaft der Kinki University High School und der Universitätsmannschaft der Ritsumeikan-Universität. Seinen ersten Vertrag unterschrieb er 2007 bei Gainare Tottori. Der Verein, der in der Präfektur Tottori beheimatet ist, spielte in der dritten japanischen Liga, der damaligen Japan Football League. 2009 wechselte er zum Ligakonkurrenten FC Machida Zelvia. Am Ende der Saison 2011 stieg der Verein in die zweite Liga auf. Nach einem Jahr musste er am Ende der folgenden Saison wieder den Weg in die Japan Football League antreten. 2015 wechselte er nach Ōita zum Zweitligisten Ōita Trinita. Am Ende der Saison 2015 stieg der Verein in die dritte Liga ab. 2016 wurde er mit dem Verein Meister und stieg wieder in die zweite Liga auf. Für den Verein absolvierte er 13 Ligaspiele. 2019 wechselte er zu Viertligisten FC Imabari. Am Ende der Saison 2019 stieg der Verein in die dritte Liga auf. Am Ende der Saison 2024 wurde er mit Imabari Vizemeister der dritten Liga und stieg somit in die zweite Liga auf. Nach dem Aufstieg beendete er im Januar 2025 seine Karriere als Fußballspieler.

## Erfolge
Ōita Trinita
- Japanischer Drittligameister: 2016  ▲

FC Imabari
- Japanischer Drittligavizemeister: 2024  ▲